# 龍澤虎太郎
龍澤 虎太郎（たつざわ こたろう、1986年8月22日 - ）は、中華人民共和国山東省済南市出身の俳優である。劇団四季所属。中国名は范 虎。

## 中国での経歴
ダンスコンクールでの優勝、振付師の経験をもつ。(劇団四季プログラムより)

## 劇団四季
2005年3月劇団四季のオーディション合格。『ミュージカル南十字星』のアンサンブルとしてデビューし、『キャッツ』ではギルバート、『むかしむかしゾウがきた』の「唐の使い役」として出演。2007年8月に芸名を范 虎から龍澤 虎太郎と改名。
ウェストサイド物語 にアンクシャスとして出演。
弾性のあるダンスが特徴。『キャッツ』ギルバート役でアクロバットを披露することも多い。2010年2月25日マンゴジェリーデビュー。

## 出演作品
- CATS - ギルバート役　マンゴジェリー役
- ミュージカル南十字星
- むかしむかしゾウがきた - 唐の使い役
- ウェストサイド物語 - アンクシャス
- 夢から醒めた夢　-暴走族（キャスティングのみ）